# Jake Gyllenhaal
Jake Gyllenhaal, vlastním jménem Jacob Benjamin Gyllenhaal (* 19. prosince 1980 Los Angeles, Kalifornie), je americký filmový herec. Mezi jeho největší úspěchy patří filmy Den poté (2004) a Zkrocená hora (2005).

## Dětství
Narodil se v Los Angeles do známé umělecké rodiny. Matka Noami Fonerová, pocházející z židovské rodiny, je scenáristka, zatímco otec, který je britsko-švédského původu, je Stephen Gyllenhaal. Jeho sestra Maggie Gyllenhaalová je herečka. Ve třinácti letech měl bar micvu.

## Kariéra

### Začátky
Již od mala tíhl k herectví, hrál ve školních představeních a roku 1991 ztvárnil svůj první debut v komedii Dobrodruzi z Velkoměsta. Velmi oceňován byl za ztvárnění hrdiny ve filmu Říjnové nebe v roce 1999. Dále se objevil v mnoha oceňovaných filmech, například za hlavní roli v dramatu Donnie Darko (2001) byl nominován na cenu Spirit Award. . Pozornost publika i kritiků přilákal filmem stanice HBO Půlnoční míle v roce 2002

### Vrchol slávy
Do povědomí širší divácké obce vstoupil s vysokorozpočtovým filmem Den poté v roce 2004. Poté si z pestré nabídky rolí vybral v roce 2005 kontroverzní drama Zkrocená hora, kde ztvárnil svou zatím nejúspěšnější roli kovboje Jacka Twista, za kterou byl nominován na Oscara. Ve stejném roce se také objevil ve filmech Mariňák a Důkaz. V roce 2007 získal roli ve filmu Zodiac pod vedením režiséra Davida Finchera, kde ztvárňuje postavu karikaturisty San Francisco Chronicle Roberta Graysmithe.
V roce 2010 získal hlavní roli ve filmu Princ z Persie: Písky času a po boku Anne Hathawayové si zahrál v romantické komedii Láska a jiné závislosti. Za roli získal nominaci na Zlatý glóbus. O rok později se objevil ve filmu Zdrojový kód. V roce 2012 se objevil ve filmu Patrola.
V roce 2014 si zahrál v erotickém thrilleru Nepřítel a produkoval a hrál v kriminálním thrilleru Slídil. Za roli získal nominaci na Zlatý glóbus a na cenu Screen Actors Guild. V roce 2015 měl premiéru snímek Everest, ve kterém si zahrál roli Scotta Fischera, vůdce expedice. Na rok 2016 je stanovená premiéra filmu Noční zvířata. V roce 2017 se objevil ve sci-fi filmu Život v roli astronauta Davida Jordana. Ve stejném roce si zahrál vedlejší roli v dobrodružném filmu Okja a hlavní roli v dramatickém filmu Silnější.

## Filmografie
| Rok  | Název                        | Role                           | Poznámka |
| ---- | ---------------------------- | ------------------------------ | --- |
| 1991 | Dobrodruzi z velkoměsta      | Daniel Robbins                 | |
| 1993 | Nebezpečná žena              | Edward                         | |
| 1993 | Josh a S.A.M.                | Leon Coleman                   | |
| 1999 | Říjnové nebe                 | Home Hickam                    | Nominace - Teen Choice Award v kategorii Filmový průlomový výkon Nominace - YoungStar Award v kategorii Nejlepší mladý herec v dramatickém filmu Nominace - Young Artist Award v kategorii Nejlepší mladý herec ve filmu |
| 2001 | Bubliňák                     | Jimmy Livingston               | |
| 2001 | Donnie Darko                 | Donnie Darko                   | Young Hollywood Award v kategorii Průlomové mužské vystoupení |
| 2001 | Krásní a úžasní              | Jordan                         | |
| 2002 | Hodná holka                  | Thomas "Holden" Worther        | Nominace - Teen Choice Award v kategorii Nejlepší mužská průlomová hvězda Nominace - Teen Choice Award v kategorii Nejlepší polibek |
| 2002 | Půlnoční míle                | Joe Nast                       | |
| 2002 | Highway                      | Pilot                          | |
| 2004 | Den poté                     | Sam Hall                       | Nominace - Irish Film & Television Award v kategorii Nejlepší mezinárodní herec |
| 2004 | Jimmy Glick v Lalawoodu      | Herec                          | |
| 2005 | Mariňák                      | Anthony "Swoff" Swofford       | Nominace - Satellite Award v kategorii Nejlepší herec v dramatickém filmu |
| 2005 | Důkaz                        | Harold "Hal" Dobbs             | |
| 2005 | Zkrocená hora                | Jack Twist                     | National Board of Review Award v kategorii Nejlepší herec ve vedlejší roli Phoenix Film Critics Society Award v kategorii Nejlepší herec ve vedlejší roli San Diego Film Critics Society Award v kategorii Speciální ocenění North Texas Film Critics Association Award v kategorii Nejlepší herec ve vedlejší roli Nominace - Dallas-Fort Worth Film Critics Association Award v kategorii Nejlepší herec ve vedlejší roli BAFTA Award v kategorii Nejlepší herec ve vedlejší roli Palm Springs International Film Festival Award - Desert Palm - Herecké ocenění MTV Movie Award v kategorii Nejlepší vystoupení MTV Movie Award v kategorii Nejlepší polibek Nominace - Gotham Award v kategorii Nejlepší obsazení Nominace - Online Film Critics Society Award v kategorii Nejlepší herec ve vedlejší roli Nominace - Austin Film Critics Association Award v kategorii Nejlepší herec ve vedlejší roli Nominace - Chicago Film Critics Association Award v kategorii Nejlepší herec ve vedlejší roli Nominace - Central Ohio Film Critics Association Award v kategorii Nejlepší obsazení Nominace - Screen Actors Guild Award v kategorii Nejlepší herec ve vedlejší roli Nominace - Screen Actors Guild Award v kategorii Nejlepší obsazení Nominace - Critics' Choice Movie Award v kategorii Nejlepší herec ve vedlejší roli Nominace - Oscar v kategorii Nejlepší herec ve vedlejší roli Nominace - Satellite Award v kategorii Nejlepší herec ve vedlejší roli |
| 2006 | Zodiac                       | Robert Graysmith               | |
| 2007 | Odvlečen                     |                                | Nominace - Teen Choice Award v kategorii Nejlepší herec v dramatickém filmu |
| 2009 | Bratři                       |                                | Nominace - Teen Choice Award v kategorii Nejlepší herec v dramatickém filmu |
| 2010 | Princ z Persie: Písky času   | princ Dastan                   | Nominace - Teen Choice Award v kategorii Nejlepší herec ve fantasy filmu |
| 2010 | Láska a jiné závislosti      |                                | Nominace - Satellite Award v kategorii Nejlepší herec v muzikálu nebo komedii Nominace - Zlatý Glóbus v kategorii Nejlepší herec v muzikálu nebo komedii |
| 2011 | Zdrojový kód                 | Colter Stevens                 | Nominace - Scream Award v kategorii Nejlepší Sci-Fi herec |
| 2012 | Patrola                      | Brian Taylor                   | Nominace - Critics' Choice Movie Award v kategorii Nejlepší herec ve filmu |
| 2013 | Zmizení                      | Loki                           | Hollywood Film Festival Award v kategorii - Herec roku ve vedlejší roli National Board of Review Award v kategorii Nejlepší obsazení Nominace - Satellite Award v kategorii Nejlepší herec ve ifilmu |
| 2013 | Nepřítel                     | Adam/Anthony                   | Nominace - Canadian Screen Award v kategorii Nejlepší herec v hlavní roli Nominace - Vancouver Film Critics Circle Award v kategorii Nejlepší herec v kanadském filmu |
| 2014 | Slídil                       | Louis Bloom                    | San Diego Film Critics Society Award v kategorii Nejlepší herec St. Louis Gateway Film Critics Association Award v kategorii Nejlepší herec Austin Film Critics Association Award v kategorii Nejlepší herec Nevada Film Critics Society Award v kategorii Nejlepší herec Central Ohio Film Critics Association Award v kategorii Herec roku (2. místo - Nejlepší herec) Georgia Film Critics Association Award v kategorii Herec roku Georgia Film Critics Association Award v kategorii Nejlepší herec Dublin Film Critics' Circle Award v kategorii Nejlepší herec North Texas Film Critics Association Award v kategorii Nejlepší herec Vancouver Film Critics Circle Awards v kategorii Nejlepší herec Houston Film Critics Society Award v kategorii Nejlepší herec Čeká se - Screen Actors Guild Award v kategorii Nejlepší herec v hlavní roli Čeká se - AACTA Award v kategorii Nejlepší herec Čeká se - Satellite Award v kategorii Nejlepší herec ve filmu Čeká se - BAFTA Award v kategorii Nejlepší herec v hlavní roli Čeká se - Independent Spriit Award v kategorii Nejlepší herec v hlavní roli Nominace - Zlatý glóbus za nejlepší mužský herecký výkon (drama) Nominace - Detroit Film Critics Society Award v kategorii Nejlepší herec Nominace - Chicago Film Critics Society Award v kategorii Nejlepší herec Nominace - Dallas-Fort Worth Film Critics Association Award v kategorii Nejlepší herec Nominace - Online Film Critics Society Award v kategorii Nejlepší herec Nominace - Toronto Film Critics Association Award v kategorii Nejlepší herec Nominace - Florida Film Critics Circle Award v kategorii Nejlepší herec Nominace - Alliance of Women Film Journalists Award v kategorii Nejlepší herec Nominace - Denver Film Critics Society Award v kategorii Nejlepší herec Nominace - Critics' Choice Movie Award v kategorii Nejlepší herec Nominace - London Film Critics Circle Award v kategorii Herec roku |
| 2015 | Everest                      | Scott Fischer, vůdce expedice  | |
| 2015 | Accidental Love              | Howard Birdwell                | |
| 2015 | Bojovník                     | Billy Hope                     | |
| 2015 | Demolition                   | Davis Mitchell                 | |
| 2016 | Noční zvířata                | Edward Sheffield/Tony Hastings | |
| 2017 | Silnější                     | Jeff Bauman                    | |
| 2017 | Okja                         | Dr. Johnny Wilcox              | |
| 2017 | Život                        | John McKay                     | |
| 2018 | Velvet Buzzsaw               | Morf Vandewalt                 | |
| 2018 | The Sisters Brothers         | Morris                         | |
| 2018 | Wildlife                     | Jerry Brinson                  | |
| 2019 | Spider-Man: Daleko od domova | Quentin Beck/Mysterio          | |
| 2021 | Divoký Spirit                | James "Jim" Prescott (hlas)    | |
| 2023 | Guy Ritchie's The Covenant   | Guy Ritchie                    | |